# Labrodon superbus
Espèce
Labrodon superbus est une espèce éteinte de poissons de la famille des Labridae.
S. Jonet indique que le type de cette espèce provient du Pliocène de Toscane en Italie.